# Salto do Apucaraninha
O Salto do Apucaraninha é uma cachoeira de 116 metros de altura localizada entre a região sul do município de Londrina, fazendo divisa com o município de Tamarana, no norte do Paraná.
A cachoeira fica a cerca de 80 Km do centro de Londrina, na divisa com o município de Tamarana, dentro da reserva indígena Apucaraninha, pertencente aos índios Kaingang. O Apucaraninha deságua no vale do rio Tibagi, principal corpo hídrico da região.